# پساره (استان اشوی‌داشکسیه)
پساره (به لهستانی: Psary) یک منطقهٔ مسکونی در لهستان است که در گمینا ستسمین واقع شده‌است. پساره ۵۴۰ نفر جمعیت دارد.